# Дрюлинген
Дрюлинге́н (фр. Drulingen [dʁylɪŋən]) — коммуна на северо-востоке Франции в регионе Гранд-Эст (бывший Эльзас — Шампань — Арденны — Лотарингия), департамент Нижний Рейн, округ Саверн, кантон Ингвиллер. До марта 2015 года коммуна являлась административным центром одноимённого упразднённого кантона (округ Саверн).
Площадь коммуны — 4,49 км², население — 1453 человека (2006) с тенденцией к стабилизации: 1483 человека (2013), плотность населения — 330,3 чел/км².

## Население
Население коммуны в 2011 году составляло 1458 человек, в 2012 году — 1471 человек, а в 2013-м — 1483 человека.
| 1962 | 1968 | 1975 | 1982 | 1990 | 1999 | 2006 | 2008 | 2011 | 2012 | 2013 |
| ---- | ---- | ---- | ---- | ---- | ---- | ---- | ---- | ---- | ---- | ---- |
| 875  | 980  | 1217 | 1480 | 1466 | 1468 | 1453 | 1448 | 1458 | 1471 | 1483 |

Динамика населения:

## Экономика
В 2010 году из 889 человек трудоспособного возраста (от 15 до 64 лет) 644 были экономически активными, 245 — неактивными (показатель активности 72,4 %, в 1999 году — 68,4 %). Из 644 активных трудоспособных жителей работали 588 человек (333 мужчины и 255 женщин), 56 числились безработными (13 мужчин и 43 женщины). Среди 245 трудоспособных неактивных граждан 57 были учениками либо студентами, 72 — пенсионерами, а ещё 116 — были неактивны в силу других причин.

## Достопримечательности (фотогалерея)

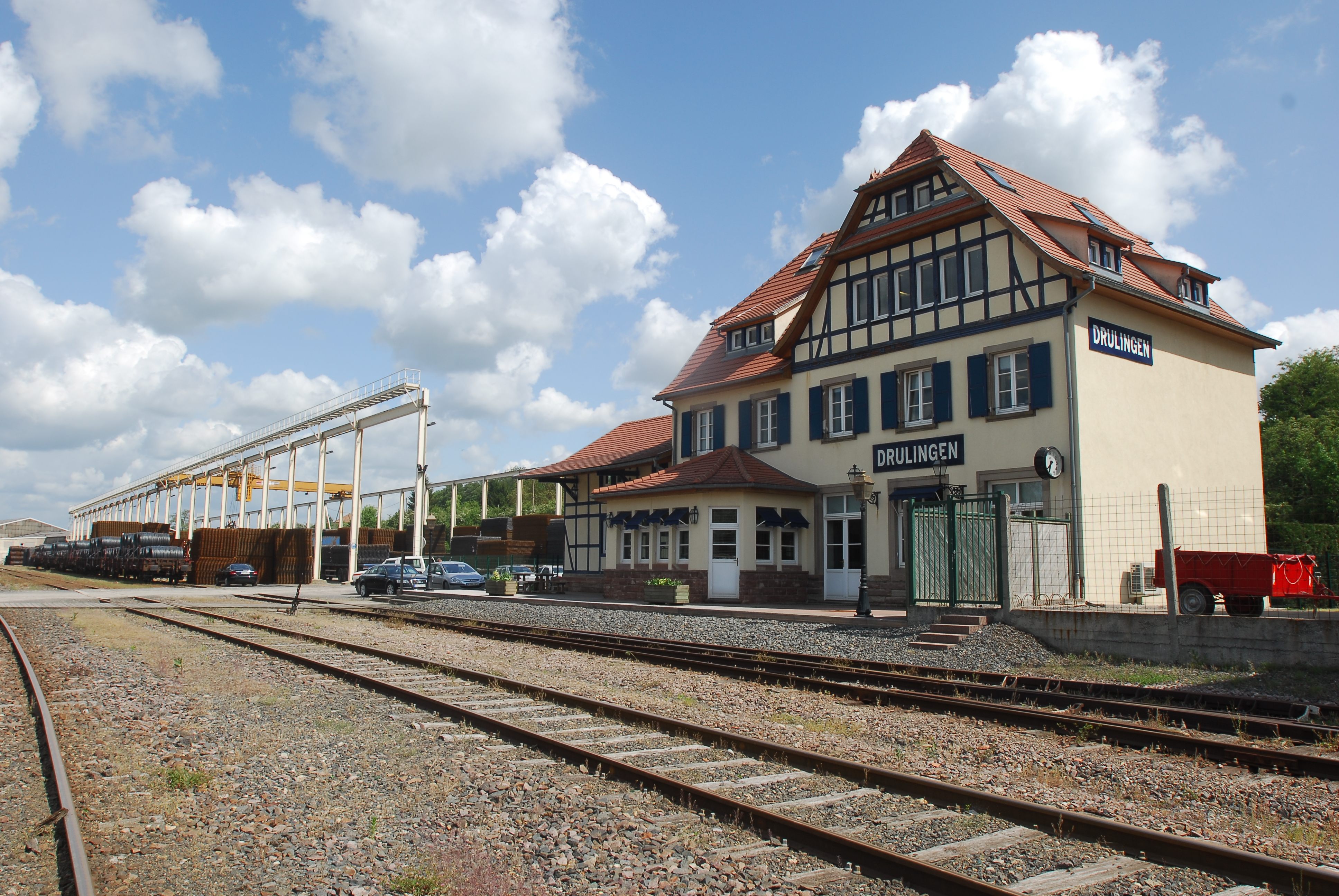
Вокзал
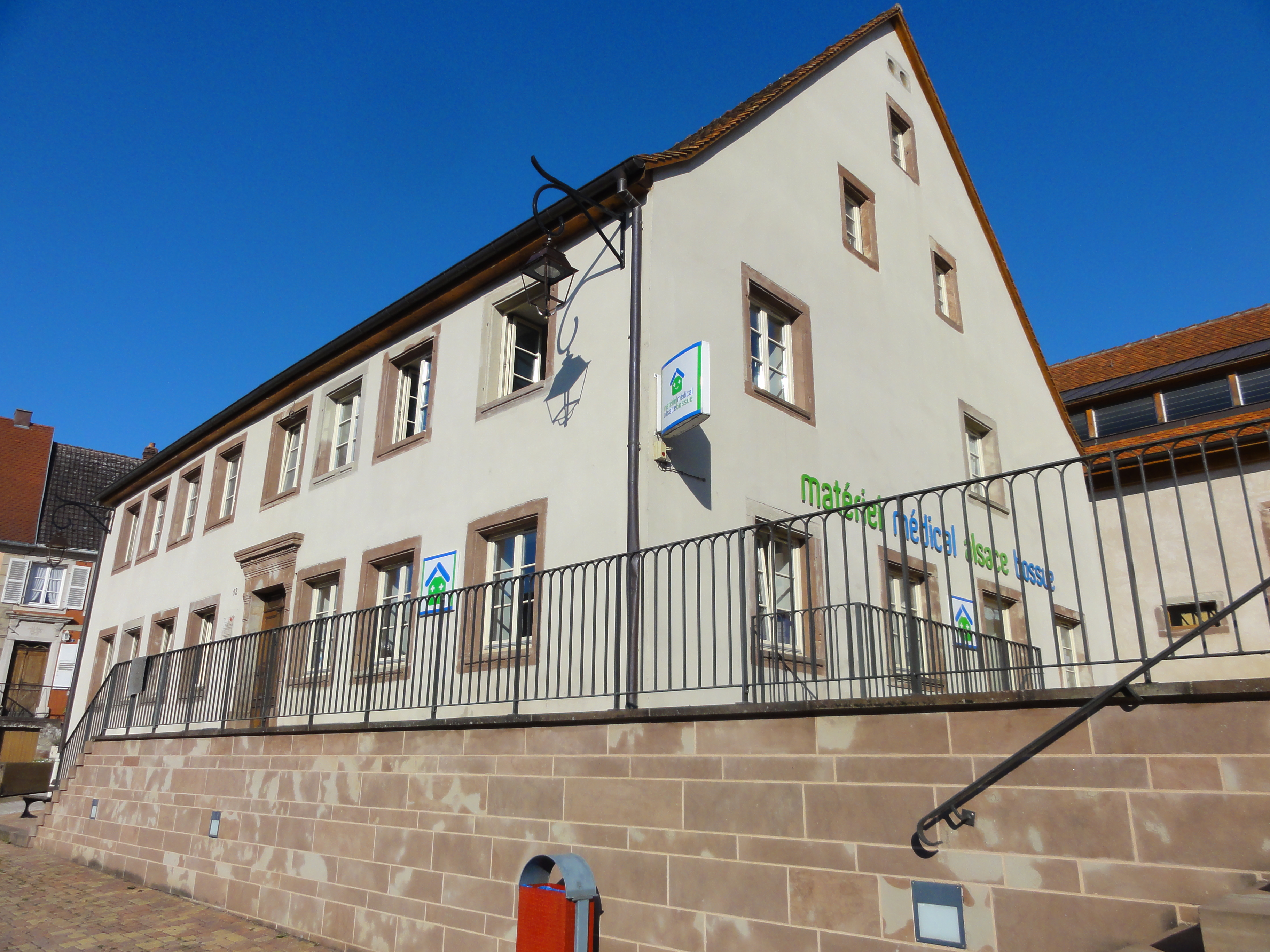
Здание почты (XVIII век)
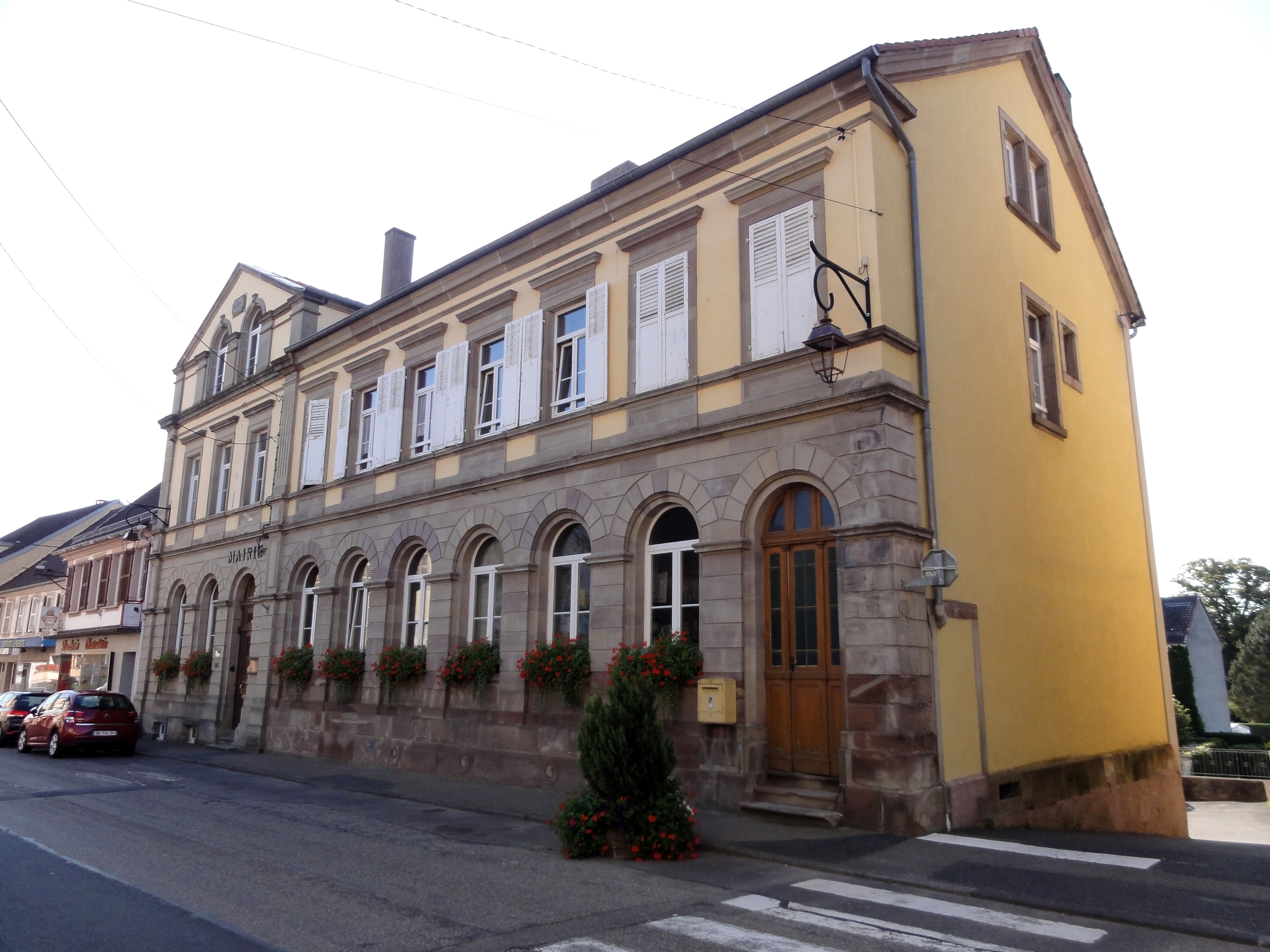
Здание мэрии-школы
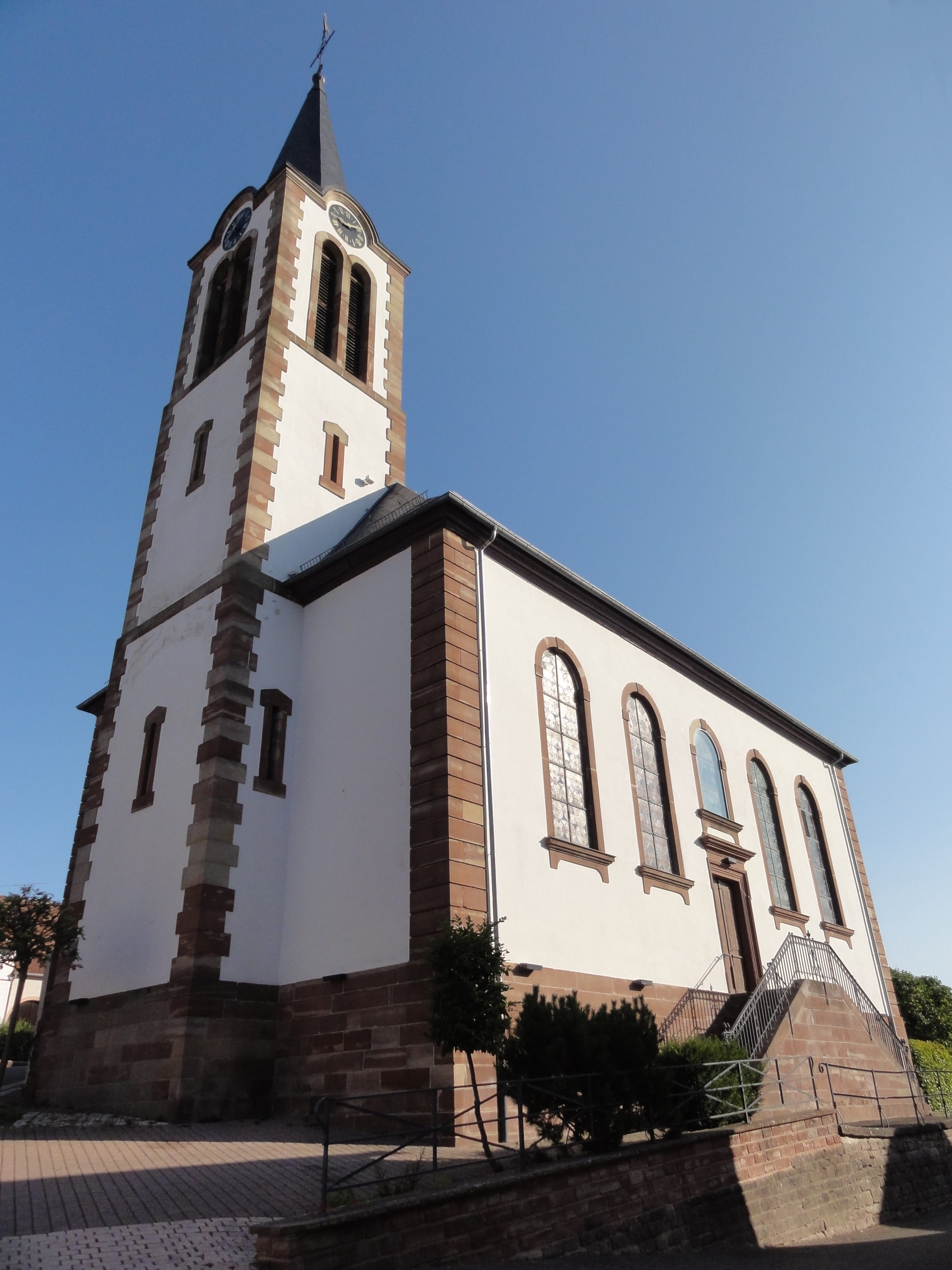
Протестантская церковь (XVIII-XIX век)